# Нас (река)
Нас (на английски: Nass River) е река в Канада, провинция Британска Колумбия. Дължината ѝ от 380 км ѝ отрежда 98-о място сред реките на Канада.
Изворите на реката се намират на платото Спатсизи и източните склонове на Бреговите планини, на около 1225 м н.в., на 57°14′36″ с. ш. 128°43′36″ з. д. / 57.243333° с. ш. 128.726667° з. д., недалеч от изворите на реките Скина и Стикин. Тече главно в южна, а в най-долното си течение – в югозападна посока и се влива в залива Нас, част от големия залив Портланд на Тихия океан, на 54°58′37″ с. ш. 129°53′22″ з. д. / 54.976944° с. ш. 129.889444° з. д., в близост до границата с щата Аляска.
Площта на водосборния басейн на реката е 21 100 km2. Многогодишният среден дебит в устието ѝ е 770 m3/s, като пълноводието ѝ е през пролетно-летния сезон (май-септември), а маловодието – през зимата (януари-февруари). Отдясно в Нас се вливат две по-големи реки – Тейлър и Тат Крийк.
Най-долните 40 км от реката са плавателни. По течението ѝ няколко малки, предимно индиански селища, населението на които се занимава с риболов и първична преработка на сьомга. По около 50 км от средното ѝ течение преминава провинциално шосе № 37 (Стюарт-Касиар).
В превод от езика на местните индианци тлингити Нас означава нещо като „хранителен склад“ понеже реката предоставя идеални условия за огромните пасажи сьомга, които навлизат ежегодно нагоре по течението ѝ за да си хвърлят хайвера.
Преди около 220 години при изригването на близък до реката вулкан от кратерът му се спуска голямо количество лава отляво в реката, която според преданията на местните индианци причинява смъртта на над 2000 от тях и за известно време запушва реката. Сега покрай левия ѝ бряг в близост до селището Gitwinksihlkw се простира голямо лавово поле с размери 3/10 км, остатък от застиналата лава.
Реката е открита в края на 1820-те години от агенти на английската „Компания Хъдсън Бей“, търгуваща с ценни животински кожи, които през 1831 г. в устието ѝ основават търговски пункт (фактория) Порт Симпсън – сега селището Гинджълкс (Gingolx).